# Astragalus balkaricus
Astragalus balkaricus es una especie de planta del género Astragalus, de la familia de las leguminosas, orden Fabales.
Fue descrita científicamente por A. K. Sytin.